# Breakin' through
「Breakin' through」（ブレイキン・スルー）は、喜多修平の1枚目のシングル。2008年2月27日にアニプレックスから発売された。

## 解説
第1回全日本アニソングランプリ優勝者・喜多修平のデビューシングル。表題曲「Breakin' through」はテレビアニメ『ペルソナ 〜トリニティ・ソウル〜』の前期オープニングテーマ
として使用された。カップリングには川村ゆみの「キミの記憶」のカバーが収録されている。初回生産限定版には「Breakin' through」のPVを収録したDVDが同梱されている。

## 収録曲
1. Breakin' through [4:05]
  - テレビアニメ『ペルソナ 〜トリニティ・ソウル〜』前期オープニングテーマ

作詞：椎名慶治（surface）、作曲：TAKUYA、編曲：TAKUYA・h-wonder
2. キミの記憶 [5:33]
  - PlayStation 2ゲーム『ペルソナ3』の主題歌のカバー
  - 作詞：小森成雄、作曲：目黒将司、編曲：TAKUYA・nishi-ken
3. Breakin' through -voiceless version-
4. キミの記憶 -voiceless version-

DVD(初回限定盤のみ)
1. Breakin' through（Music Clip）

## 収録アルバム
| 曲名             | 収録アルバム     | 発売日        | 備考               |
| ---------------- | ---------------- | ------------- | ------------------ |
| Breakin' through | 『キタポニクス』 | 2008年7月16日 | オリジナルアルバム |